# Terrestrial Trunked Radio

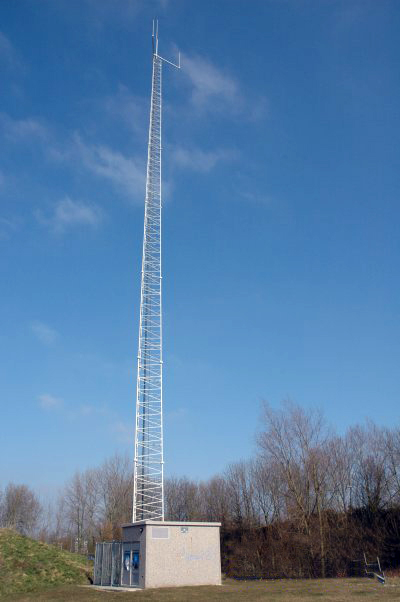
Basstation för C2000 nätet i Holland

Terrestrial trunked radio, tidigare Trans-European Trunked Radio Access, TETRA, är en standard för mobila radiosystem som faller inom den digitala mobila PAMR-tekniken. Systemet används främst inom räddningstjänst, polis, ambulans med flera vid nödsituationer. TETRA-standarden är framtagen av European Telecommunications Standards Institute (ETSI) och Critical Communications Association (TCCA) på 1990-talet.

## Frekvenser
Följande frekvenser kan användas i ett TETRA-nät: 
| Blåljus | Blåljus           | Blåljus           |
| Band    | Frekvenspar (MHz) | Frekvenspar (MHz) |
|         | Basstation        | Enhet             |
| ------- | ----------------- | ----------------- |
| 1       | 380–383           | 390–393           |
| 2       | 383–385           | 393–395           |

| Civila system | Civila system     | Civila system     |
| Band          | Frekvenspar (MHz) | Frekvenspar (MHz) |
|               | UP                | DWN               |
| ------------- | ----------------- | ----------------- |
| 1             | 410–420           | 420–430           |
| 2             | 870–876           | 915–921           |
| 3             | 450–460           | 460–470           |
| 4             | 385–390           | 395–399.9         |

I Europa används företrädesvis band 1 för både civila och blåljussystem.

## Modulation och teknik
TETRA använder FDMA (Frequency Division Multiple Access) för att dela in den tillgängliga bandbredden i bärarkanaler med 25 kHz mellanrum. Varje bärarkanal har en överföringshastighet av 36 kbps vardera. TETRA använder sedan TDMA (Time Division Multiple Access) för att tillhandahålla fyra delkanaler inom varje bärarkanal.
Dessa fyra delkanaler kan överföra information samtidigt över en enda bärarkanal vilket innebär att om en delkanal är upptagen så väljer systemet automatiskt en annan. TETRA väljer med hjälp av trunkningsteknik alltid den kanal som har minst störningar och starkast signal för att lättare komma fram även om trafik pågår. De fyra delkanalerna kan alla användas för samtidiga samtal eller för samtal och dataöverföring. För maximal dataöverföringshastighet krävs dock att alla fyra delkanaler används.
Både överföring punkt-till-punkt (point-to-point) och punkt-till-flerapunkter (point-to-multipoint) kan användas. TETRA kan arbeta både via nätverksinfrastrukturen eller direkt mellan terminalerna. Även mobila terminaler kan agera som återsändare. Detta möjliggör till exempel kontakt mellan brandmän inuti en byggnad som inte har någon kontakt med nätverket utanför.
Genom att man vid överföring av samtal eller data lägger in tomma tidsluckor varje sekund, kan en nödställd alltid via en nödknapp sända ett larm till närmaste basstation. Dessa tidsluckor finns alltid tillgängliga i händelse av larm.
Dessa säkerhetsfunktioner tillsammans med trafikkapaciteten och andra tjänster gör TETRA till ett överlägset system för radiokommunikation under svåra förhållanden.
TETRA-standarden är i praktiken en samling av standarder som täcker olika delar i tekniken, bland annat luftgränssnitt, nätverksgränssnitt och tjänster. Då TETRA är en standard under utveckling, har den getts ut i två delar (faser), TETRA release 1 och TETRA release 2. Båda utgåvorna är färdigställda men utvecklingsarbetet fortsätter i ETSI Technical Committee TETRA för att ytterligare förbättra standarden och tillfredsställa nya behov.
TEDS, TETRA Enhanced Data Service, är en förbättrad datakapacitet i ett TETRA-nätverk (Trans-european trunked radio access). Nuvarande TETRA-standard medger datahastigheter på upp till 28,8 kbps, med TEDS kommer denna hastighet tiofaldigas.

### Säkerhetsbrister
Den tjugotredje juli 2023 rapporterades om vad den nederländska säkerhetskonsultfirman Midnight blue kallar TetraBurst, vilket består av fem olika säkerhetsbrister i Tetra. Den allvarligaste av dem är en medvetet inbyggd bakdörr i protokollet för TEA1-krypteringen, vilken reducerar nyckel-längden såpass att en vanlig bärbar dator kan knäcka nyckeln på mindre än en minut och därefter obehindrat både avlyssna och sända egen trafik på nätet, eller störa ut den.
ETSI, som ansvarar för standarden, hävdar å sin sida att det inte rör sig om en bakdörr per se, utan att uppfylla lagkraven då export-restriktionerna inte tillåtit system med stark kryptering att säljas om landet inte finns med på listan över godkända länder.

## Datahastigheter
I TETRA 1 är datahastigheten begränsad. Max 28,8 kbps enligt standarden, men det kräver att alla fyra tidsluckor används för data. I realiteten används oftast en tidslucka, vilket de flesta radioapparater stödjer. Systemet stödjer också SDS, Short Data Service, vilket är ett SMS-liknande sätt att skicka datameddelanden.
I TETRA 2 förbättras datakommunikationsmöjligheterna radikalt i och med TEDS.

## Systemleverantörer
Motorola och EADS är de två stora leverantörerna av TETRA-system. EADS köpte Nokias TETRA-enhet.
Rakelnätet i Sverige har planerats med programvaran WRAP från WRAP International.
VIRVE-nätet i Finland kommer fortsättningsvis att planeras med WRAP.

## Större nät
1. I Storbritannien har ett av de största näten byggts av Motorola i samarbete med O₂
2. I Finland har Nokia (nuvarande EADS) byggt det landsomfattande VIRVE-nätet
3. Holland har byggt ett landstäckande nät för public safety kallat C2000
4. I Norge bygger Motorola Solutions Nødnett, vilket beräknas finnas i hela landet 2015. Det planeras också vara ihopkopplat med svenska RAKEL 2016 i ett samarbete mellan Myndigheten för samhällsskydd och beredskap och Direktoratet for nødkommunikasjon.[uppföljning saknas]
5. I Danmark används sedan 2010 det landstäckande kommunikationsnätet SINE.[3]

## Nät i Sverige
1. Svenska staten bygger ett landsomfattande TETRA-nät levererat av SAAB och EADS genom projektet RAKEL hos Myndigheten för samhällsskydd och beredskap.
2. Storstockholms lokaltrafik (SL) har byggt ett nät täckande Stockholms län för deras tåg, tunnelbana och busstrafik. Leverantör Motorola Solutions
3. Göteborgs kommun och Göteborgs spårvägar har byggt ett system för kommunikation mellan trafikledning, trafikledare, spårvagnar och bussar. Även Ringliniens enheter omfattas av detta system.
4. Oskarshamns kärnkraftverk har byggt ett nät baserat på Motorola Compact TETRA och Motorolas terminaler. Nätet sattes i bruk 2007. Leverantör Celab Communications AB
5. Forsmarks kärnkraftverk satte ett Motorola Compact TETRA nät i drift under 2008. Leverantör Celab Communications AB
6. I Göteborg finns det även ett kommersiellt Tetra-nät med god täckning, detta ägs av GOT1. Bland kunderna finns bl.a. SKF.
7. Swedavia har ett TETRA-nät kallat Airport Radio, levererat av Swedish Radio Supply.

Airport radio finns på bland annat Arlanda samt Stockholm-Bromma flygplats och används bland annat av flygplatsernas skyddsvakter, flygplatskontrollanter, groundhandling och terminalvärdar.